# Gérard Castello-Lopes
Gérard Castello-Lopes (6. srpna 1925, Vichy – 12. února 2011 Paříž 10) byl portugalský fotograf, jednen z hlavních představitelů humanistické fotografie v Portugalsku.

## Životopis
Fotografovat začal na počátku 50. let 20. století. Ovlivněn dílem Henriho Cartiera-Bressona se snažil reprezentovat podmínky života v Portugalsku pod diktaturou Antónia de Oliveira Salazara. Zpočátku jako amatér se proslavil až na počátku 80. let 20. století uspořádáním několika výstav, zejména v nadaci Calousta Gulbenkiana v Lisabonu (1986). V této době radikálně změnil svůj styl a obrátil se k méně sociální a plastičtější fotografii.
Velká retrospektiva jeho díla byla představena v Kulturním centru Belém (Lisabon) v roce 2004.
Je otcem čtyř dětí ze dvou manželství, včetně francouzsko-portugalského komika a novináře Davida Castello-Lopese.
Dlouhá léta trpěl Alzheimerovou chorobou, zemřel 12. února 2011 v Paříži 10.

## Výstavy
- 2008 : L'Expo 58 à travers l'objectif de Gérard Castello-Lopes (Expo 58 objektivem Gérarda Castello-Lopese), Musée du cinquantenaire - MRAH, Brusel
- 2012 : Apparitions - La photographie de Gérard Castello-Lopes, 1956-2006 Zjevení - Fotografie Gérarda Castello-Lopese, 1956-2006 (největší retrospektivní výstava věnovaná fotografovi), Centre Culturel Calouste Gulbenkian, Paříž